# Церковь Святой Этельдреды
Церковь Святой Этельдреды (англ. St Etheldreda's Church) — церковь на территории Или-Плэйс в Холборне (Лондон), состоит из часовни и подземной усыпальницы.
Построена церковь во второй половине XIII века в честь Святой Этельдреды и является старейшей по времени постройки действующей католической церковью Англии. Вначале это была часовня, одна из частей подворья монастыря Или. После 1534 года в связи с запретом Католической церкви в Англии, часовня была закрыта, некоторое время крипта использовалась в качестве таверны. В 1620—1622 годах, несмотря на запрет, католические мессы проводились, так как часовня была передана Диего Сармиенто, графу Гондомару, послу Испании.
Во времена правления Оливера Кромвеля (1649—1660) была разрушена большая часть подворья и уничтожены сады, но часовня уцелела. Не пострадала она и от Великого Лондонского пожара 1666 года.
В 1772 году комплекс был продан сюрвейеру Чарльзу Коулу, который разобрал сооружения, а часовня была отреставрирована в Георгианском стиле. В 1820 году была открыта церковь для ирландцев, но вскоре закрыта. С 1829 по 1836 год в здании вновь проводились католические мессы, но позже здание храма было передано Епископальной церкви Уэльса.
В 1873 году здание было куплено католическим священником Уильямом Локхартом. Под его руководством церковь была перестроена в изначальном стиле. С тех пор и до настоящего времени в церкви проводятся службы и обряды (крещения, венчания, отпевания). В 1925 году зданию был присвоен статус памятника. В 1941 году во время «Лондонского блица» немецкая бомба пробила крышу и уничтожила некоторые витражи.
В 1960-х годах в церкви были установлены статуи католических мучеников, пострадавших во время гонений при Генрихе VIII и Елизавете I. Среди них Эдмунд Дженнингс, Свитун Уэллс, Анна Лайн, Маргарет Уорд, Джон Форест, Эдвард Джонс, Джон Роуч, Джон Хафтон.